# Kasaï Oriental
Kasaï Oriental, også kaldet Øst Kasaï er en provins i den Demokratiske Republik Congo (DRC).

## Geografi
Man skal være opmærksom på at der er to Kasaï provinser. Dels Kasaï Occidental på fransk eller Vest Kasaï på dansk og dels Kasaï Oriental (Øst Kasaï). I Vest Kasaï er der to storbyer: Tshikapa og Kananga, mens der i Øst Kasaï er Kabinda og Mbuji-Mayi.  Mbuji-Mayi og Tshikapa er kendt for at være byer med meget diamanthandel. Der er desuden mange andre byer i Kasai provinserne, f.eks. Ilebo, Kindu og Tshofa.

## Historie
I det to Kasaï provinser er der et flertal af luba folk, men der også andre folkeslag. Siden 1600 har der været et stort rige i området, styret af Luba folk i samarbejde med andre mindre folkeslag. Det menes at Lubafolket har været meget optaget af at lede mens stammer som Songye har været mere eller mindre i alliance med Luba folket, som deres soldater eller krigere. Der bor mange Songye eller Basonge i Øst Kasaï og deres hovedby er Kabinda. Basonge folk er spredt i nærliggende provinser som Shaba eller Katanga, Maniema og syd Kivu. 
Det menes, at Mbuji-Mayi ikke har altid haft et flertal af Luba-folk, hvorimod Ntetela, Mputu og Songye altid har være Luba-byer. I 1960, efter et forsøg på uafhængighed af Syd Kasaï, oplevede byen en stor indvandring af Luba-folk på grund af diamantfund i området.

## Kultur
Kulturmæssigt er der ikke meget forskel på de forskellige stammer i Kasaï. Deres sprog er beslægtede med hinanden; Luba og deres sprog, kaldet Tshiluba eller Kiluba er nært beslægtede med Songye-sprog også kaldte Kisonge. Begge sprog tilhører Bantu sprog kategorien. Luba- og Songye-folk kaldes henholdsvis Baluba og Basonge.

## Økonomi
De to kasaï regioner er økonomisk afhængige af diamantminedrift. Der er folk, som ernærer sig ved lidt landbrug, men ikke så mange. Der nogle mennesker, som er fiskere, men Basonge folk er lidt overtroiske med at spise fisk. Før i tiden, blev Basonge høvdinge og andre folk begravet i de mange åer i området og det har medført at Basonge folk ikke spist fisk i gamle dage. Traditionel set har Basonge folk sat lighedstegn mellem deres afdøde familiemedlemmer og fisk. Det skyldes at der er en overtro der går ud på, at de afdødes ånder blev til fisk.
4°54′S 24°12′Ø / 4.9°S 24.2°Ø